# Serra San Quirico
Serra San Quirico est une commune italienne d'environ 2 638 habitants, située dans la province d'Ancône, dans la région Marches, en Italie centrale.

## Géographie
Serra San Quirico est un village du parc naturel régional des Gorges de la Rossa et de Frasassi, situé à moins de 50 km du littoral adriatique à hauteur de Senigallia. 
Le village est situé à une moyenne de 509 mètres d’altitude et culmine à une hauteur de 882 m. Les coordonnées géographiques de Serra San Quirico sont : Latitude : 43.4453 ; Longitude : 13.0228 - 43° 26′ 43″ Nord, 13° 1′ 22″ Est.
- Le parc naturel régional de la Gola della Rossa et Frasassi

## Histoire
Les origines de Serra San Quirico sont incertaines. Des découvertes archéologiques remonteraient aux premiers établissements à l’époque pré-romaine.
Successivement, les Romains, afin de contrôler le passage stratégique de la gorge della Rossa, fondèrent une garnison militaire autour de laquelle, vraisemblablement, se développa le village originel.

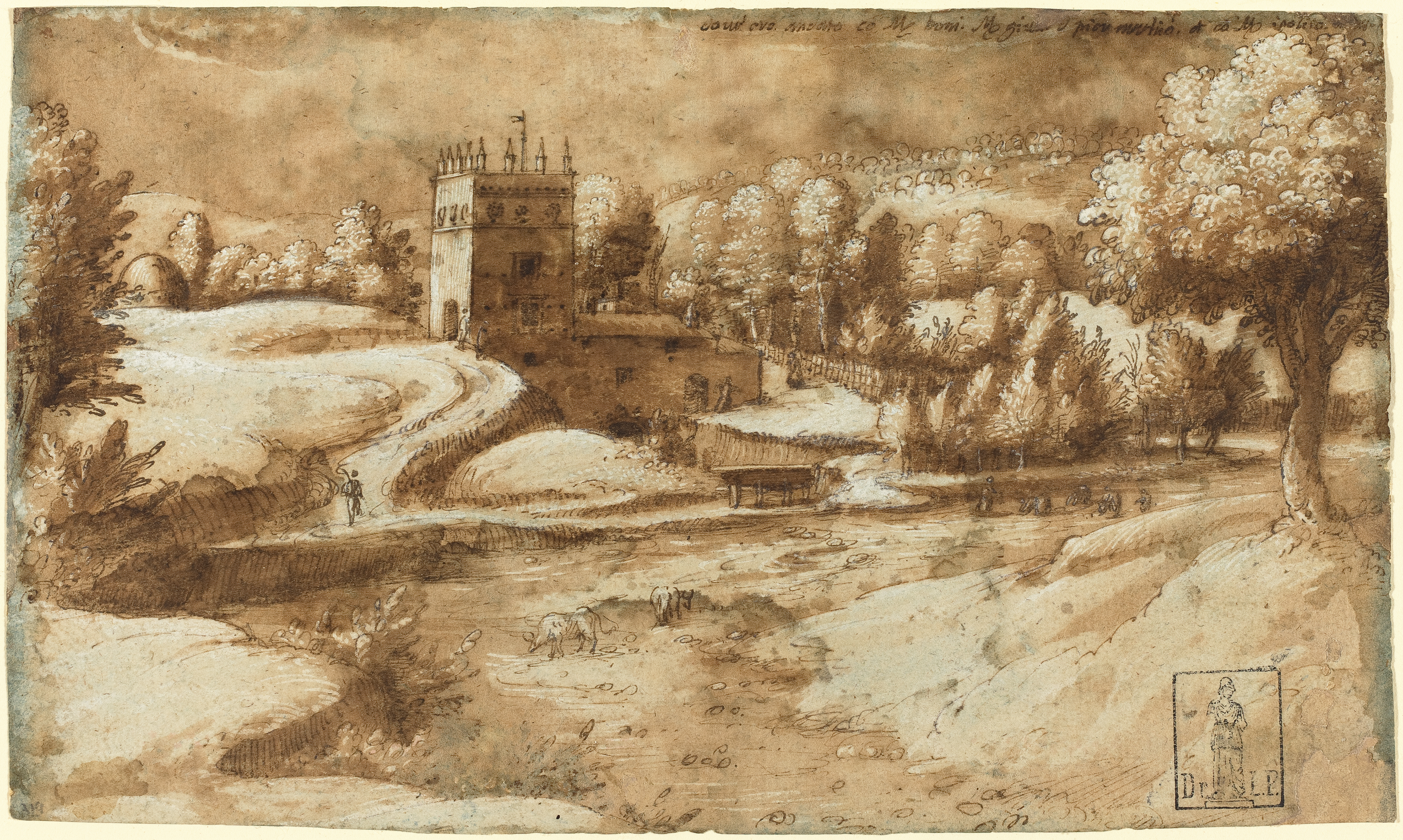
Vue des environs de Serra San Quirico par le botaniste Gherardo Cibo, XVIe siècle.

Elle fut détruite par les invasions barbares et au début des années 1000, saint Romuald contribua à la renaissance du village en y faisant construire l'église de San Quirico.
Grâce à l’intervention des États pontificaux au XIIe siècle, elle devint une citadelle fortifiée pour la protection de la zone environnante. 
Jusqu’au XVIIe siècle, elle a été libre commune et a joui de son propre statut. 
Par la suite, avec la réforme des États pontificaux, Serra San Quirico perdit tout pouvoir et tout droit politique.

## Monuments et patrimoine

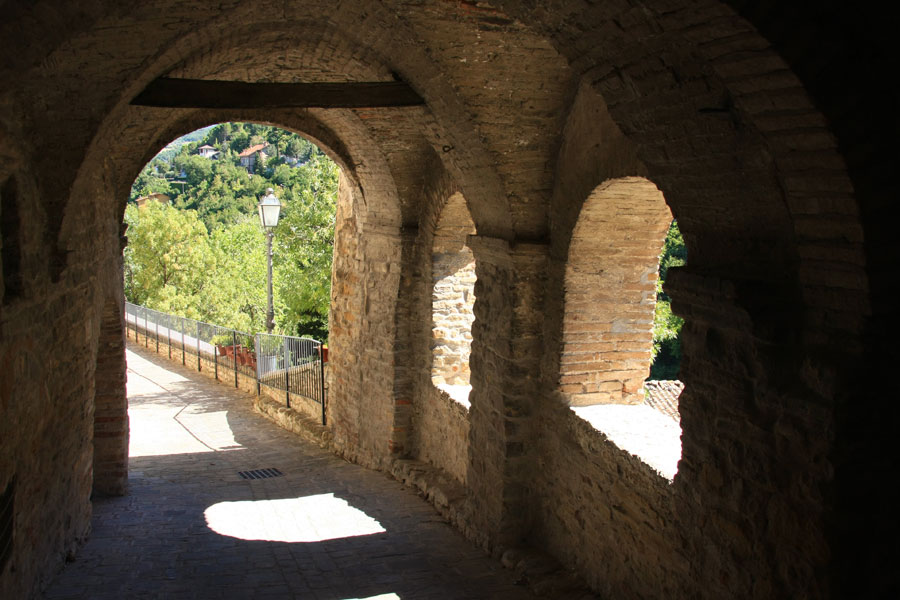
Entrée des Copertelles

La ville possède un centre historique bien préservé par l’implantation médiévale caractéristique du XIVe siècle.
- Les Copertelles, passages couverts qui courent le long des remparts de Serra San Quirico.

- Le donjon érigé comme tour d’observation et de défense.
- L’Éélise Santa Lucia, édifice baroque avec un clocher caractéristique terminant en bulbe, où sont conservées les toiles de Pasqualino de Rossi représentant Les histoires de sainte Lucie, son chef-d’œuvre dans les Marches et réalisées dans les dernières décennies du XVIIe siècle.

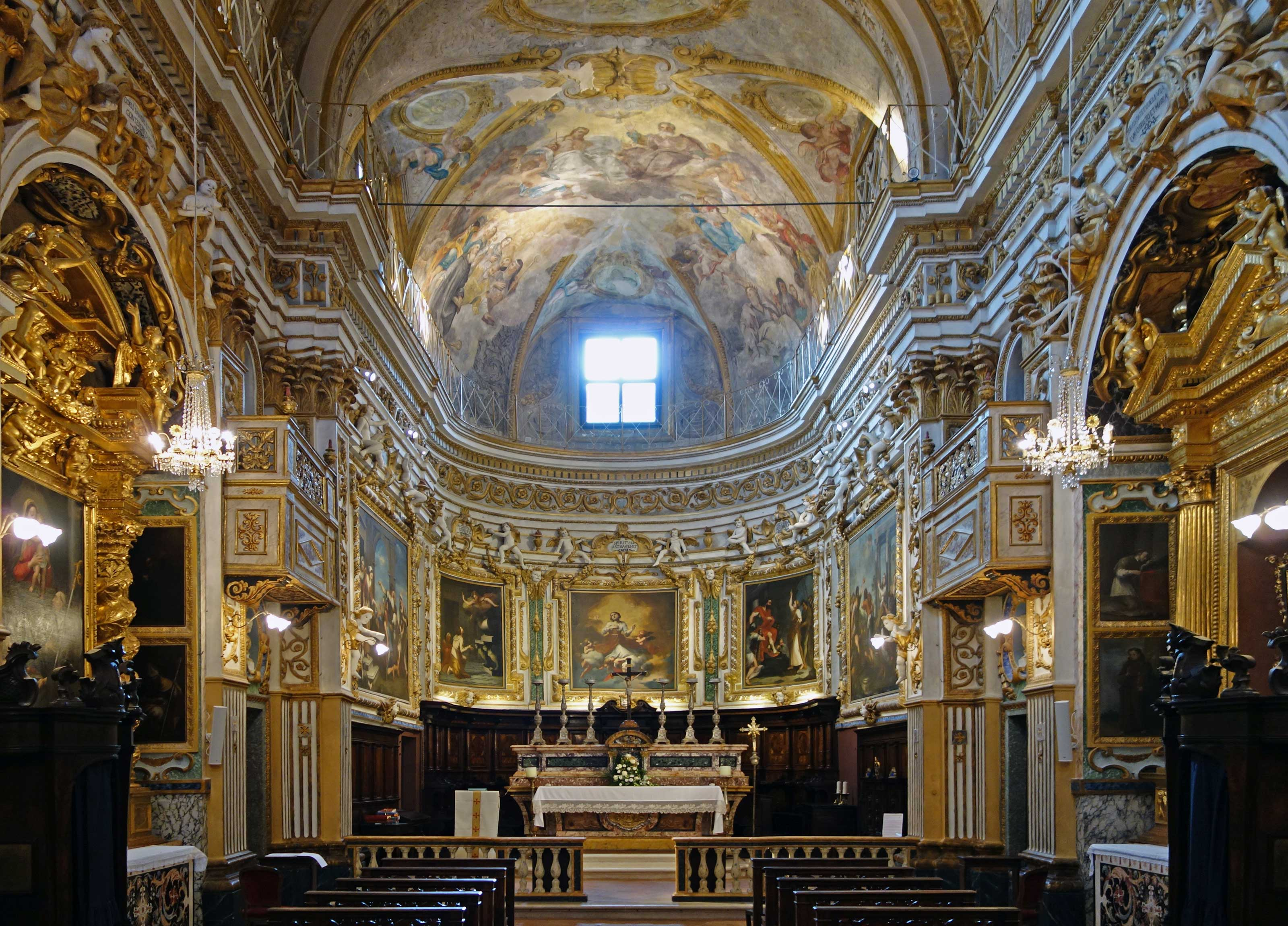
Église Sainte Lucie de Serra San Quirico

L’église présente une décoration baroque réalisée sur un dessin de Leonardo Scaglia ; elle abrite la toile de Santa Lucia et Santa Caterina, attribuée à Guido Reni, une autre du Cavalier d’Arpino représentant la Madone et des saints et deux autres toiles de Pasqualino de Rossi : la Vierge du Carmel et la Vierge assumée. L’intérieur de cette église, ancienne abbaye sylvestre, est un exemple intact du baroque dans les Marches. Il conserve également l’orgue original avec cantoria du Romain Giuseppe Testa, daté de 1676 et récemment restauré dans ses timbres originaux, les palios marquetés en échelon des autels latéraux, jusqu’aux mêmes bancs marquetés avec des monogrammes (milieu du XIXe siècle) et le sol en plat cuit.

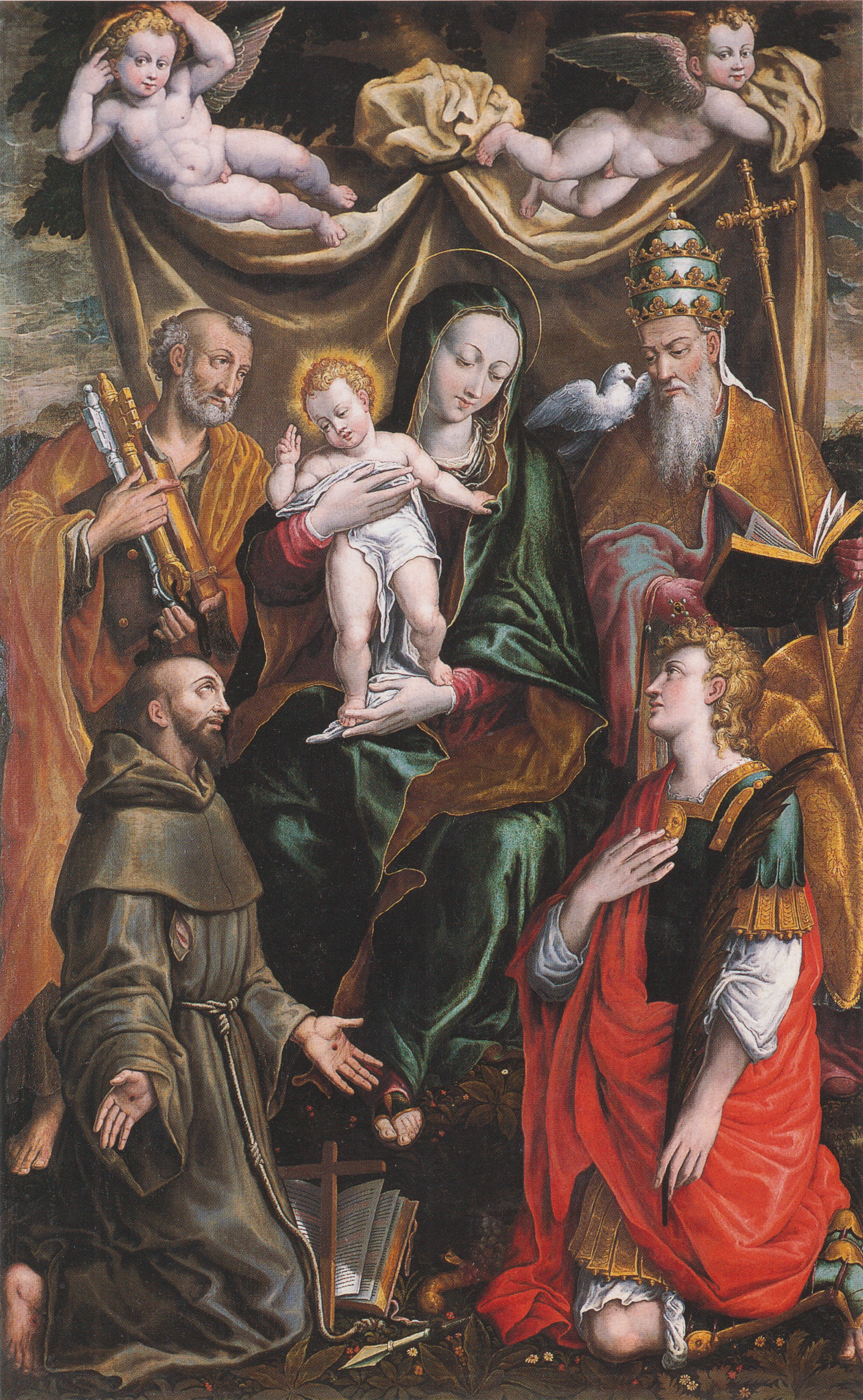
Madone à l’Enfant avec saint Pierre, saint François, saints Grégoire et Florian, 1591 église paroissiale San Quirico

- Madone à l’Enfant avec saint Pierre, saint François, saints Grégoire et Florian, 1591 église paroissiale San Quirico La Paroisse des saints Quirico et Giulitta, d’origine romane (fondée par saint Romuald en 980, se trouve sur le côté gauche). Elle fut reconstruite après le séisme de 1741 et conserve dans l’abside une toile de Pasqualino Rossi et dans la nef un dossale en terre cuite représentant la Madonna del Rosario, datant de la seconde moitié du XVIe siècle.
- L’église San Filippo à l’intérieur baroque avec un riche chœur en bois.
- L’ancienne église San Francesco, la plus grande de la commune, après la récente restauration qui a remis à jour l’intérieur baroque, est utilisée comme espace d’exposition et auditorium, tandis que dans l’ancien couvent ont été réalisées des unités immobilières.
- L’ancienne église Santa Maria del Mercato, à l’entrée de la commune, montre de sa destination d’origine le clocher ajouré par des fenêtres et des fenêtres jumelées, récemment restauré, tandis que l’intérieur a été rénové dans les années 1920 pour être transformé en théâtre municipal.
- Hôtel de ville, flanqué d’une tour décapitée après le tremblement de terre de 1930, accueille dans ses salles les archives historiques avec des documents datant du XIIe siècle.
- L’ancienne église de Sant’Angelo al Pino, du XIXe siècle, avec une couverture récemment restaurée.
- L’ancienne église de Santa Maria della Misericordia, à l’extrémité sud du noyau habité, conserve peu de restes (monophore sur une paroi abside rectiligne), a été transformée en habitation au milieu du siècle dernier.
- L’abbaye de Sainte Hélène, située dans le district du Sasso, à quelques kilomètres du chef-lieu communal, représente un exemple du roman des Marches, érigé entre 1180 et 1212.Abbaye de Sainte Hélène

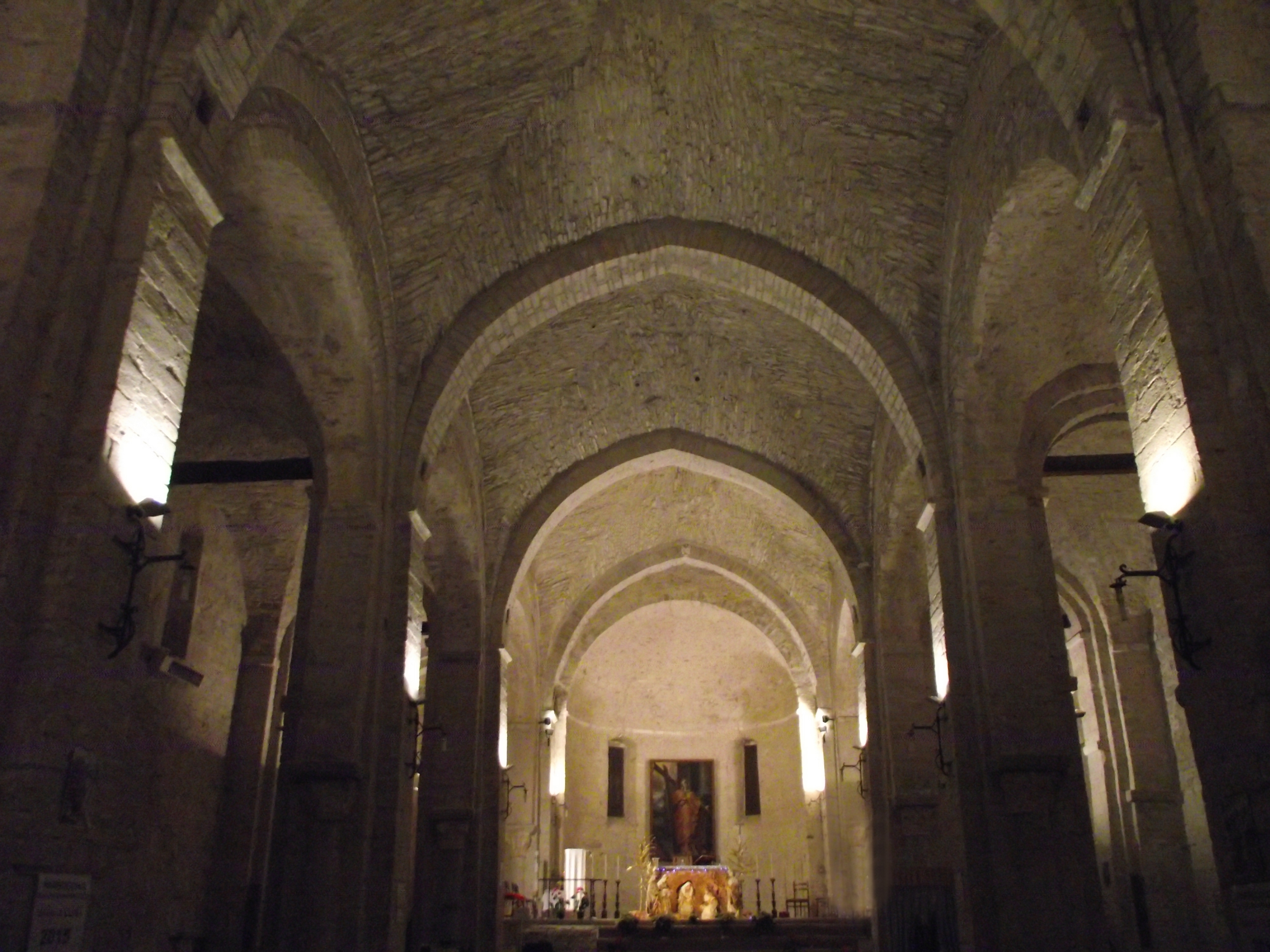
Abbaye de Sainte Hélène

## Culture

### Manifestations
En 2009, Serra San Quirico a accueilli dans l’ancien monastère de Santa Lucia une rétrospective de l’œuvre de Pasqualino Rossi : Pasqualino Rossi. La découverte d’un protagoniste du Baroque.
L’Association Teatro Giovani Teatro Pirata ONLUS (ATGTP) organise depuis 1983 le "Rassegna Nazionale Teatro della Scuola" (RNTS), auquel participent des dizaines de groupes théâtraux scolaires de tous ordres et grades. La revue dure 3 semaines, à partir de la mi-avril. Pendant les 3 jours où les groupes individuels séjournent à Serra, en plus de présenter leurs performances participent aux différentes activités proposées par les opérateurs. L’organisation de la RNTS s’appuie sur la collaboration avec des organismes de formation tels que l’Académie de Beaux-Arts de Brera (Milan) l'Académie des Beaux-Arts de Macerata (Macerata), l'Université des études de Macerata, l'Université des études de Pavie, l'Université des études de Milan-Bicocca.

## Galerie
.

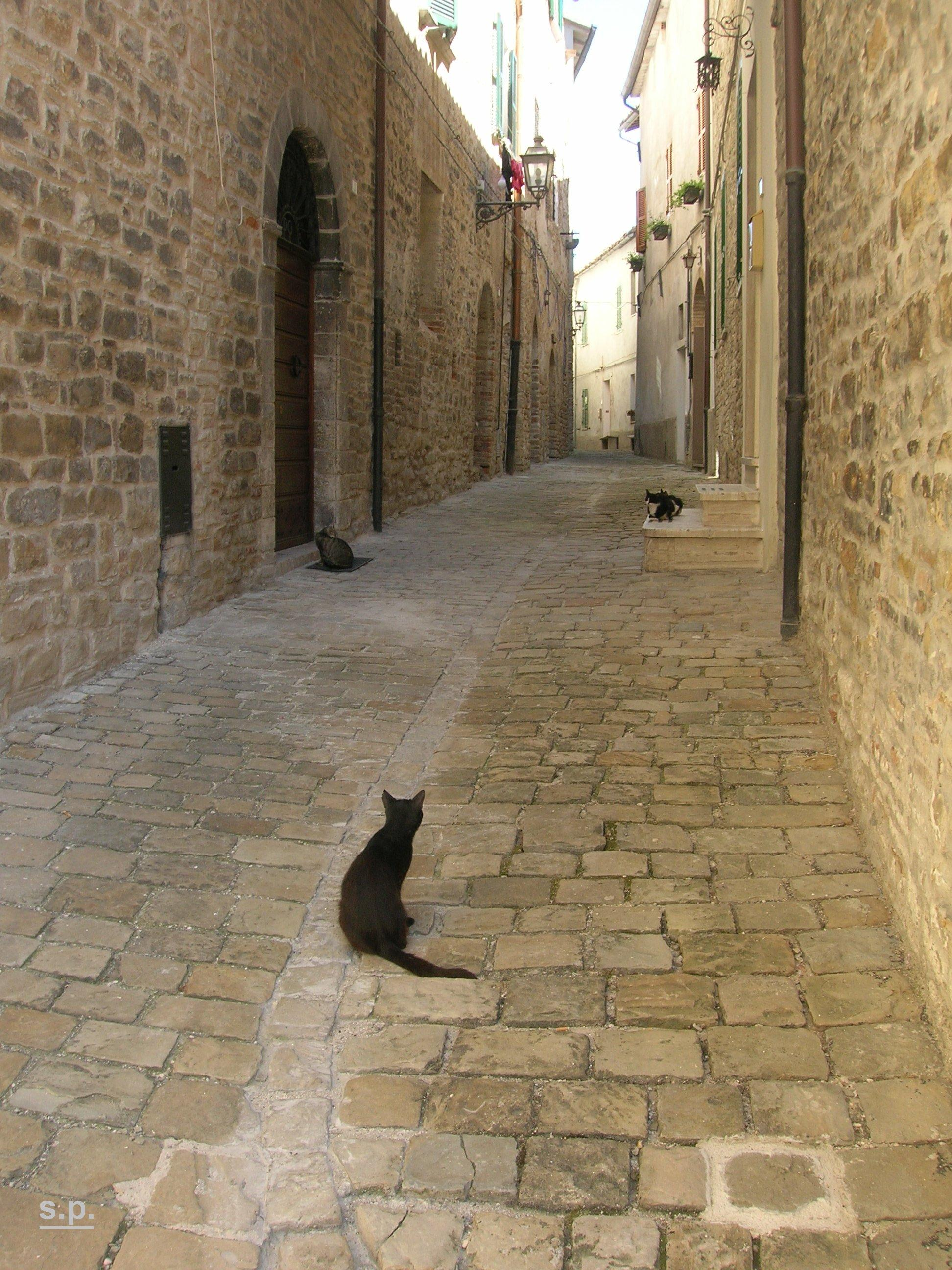
Rue de Serra San Quirico.
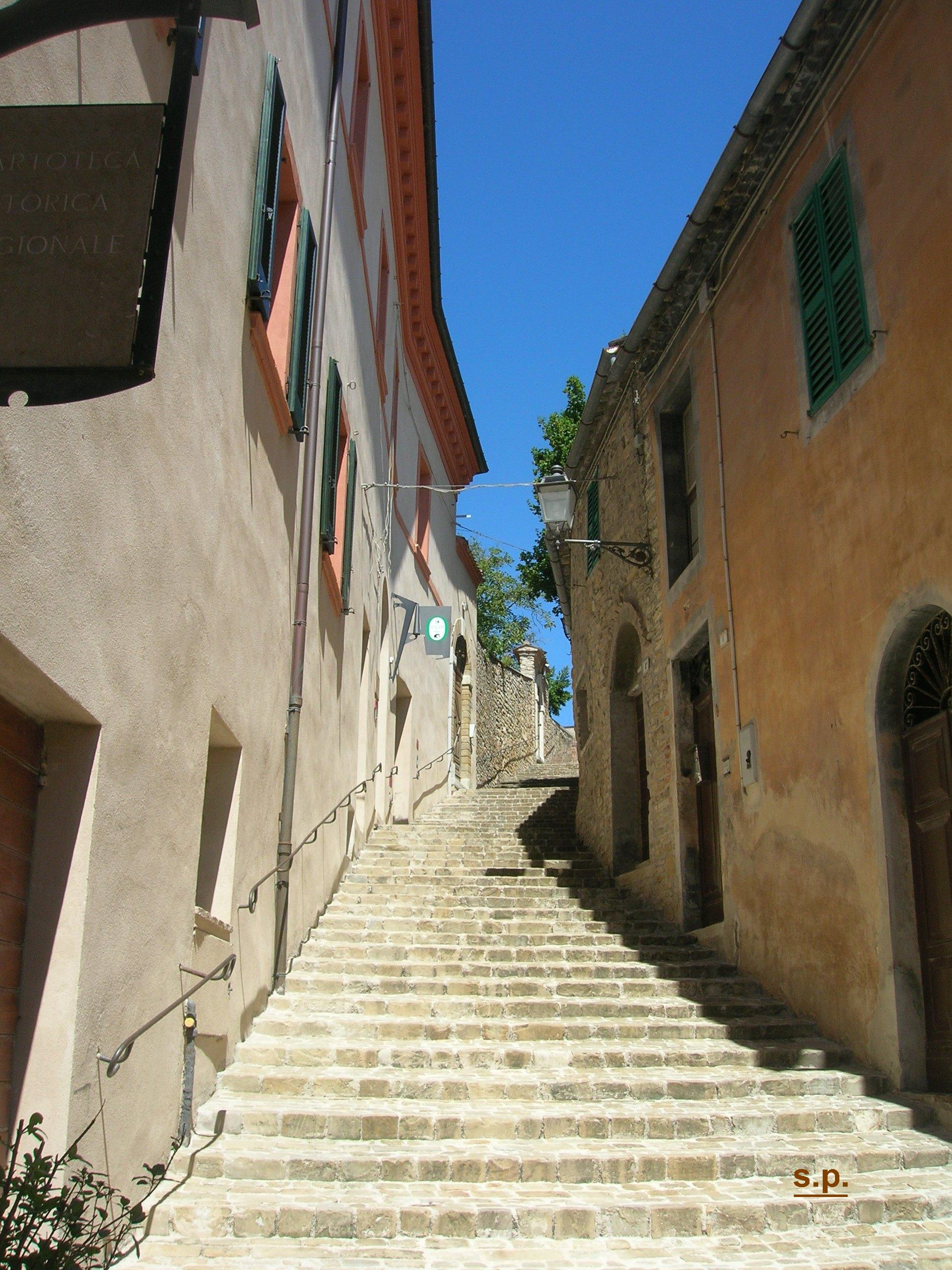
Vue du centre de Serra San Quirico.
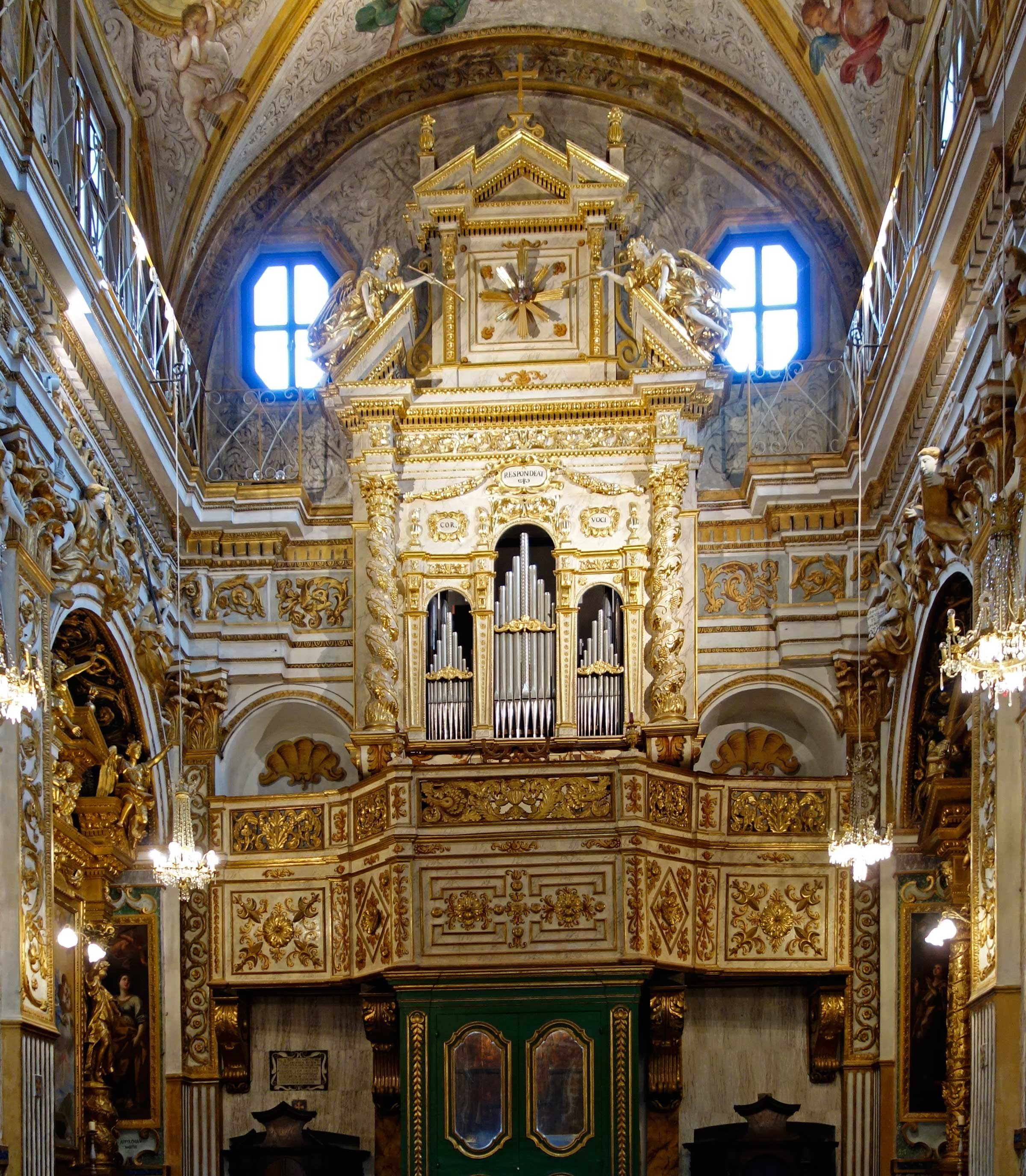
Intérieur de l’église Sainte-Lucie avec orgue.
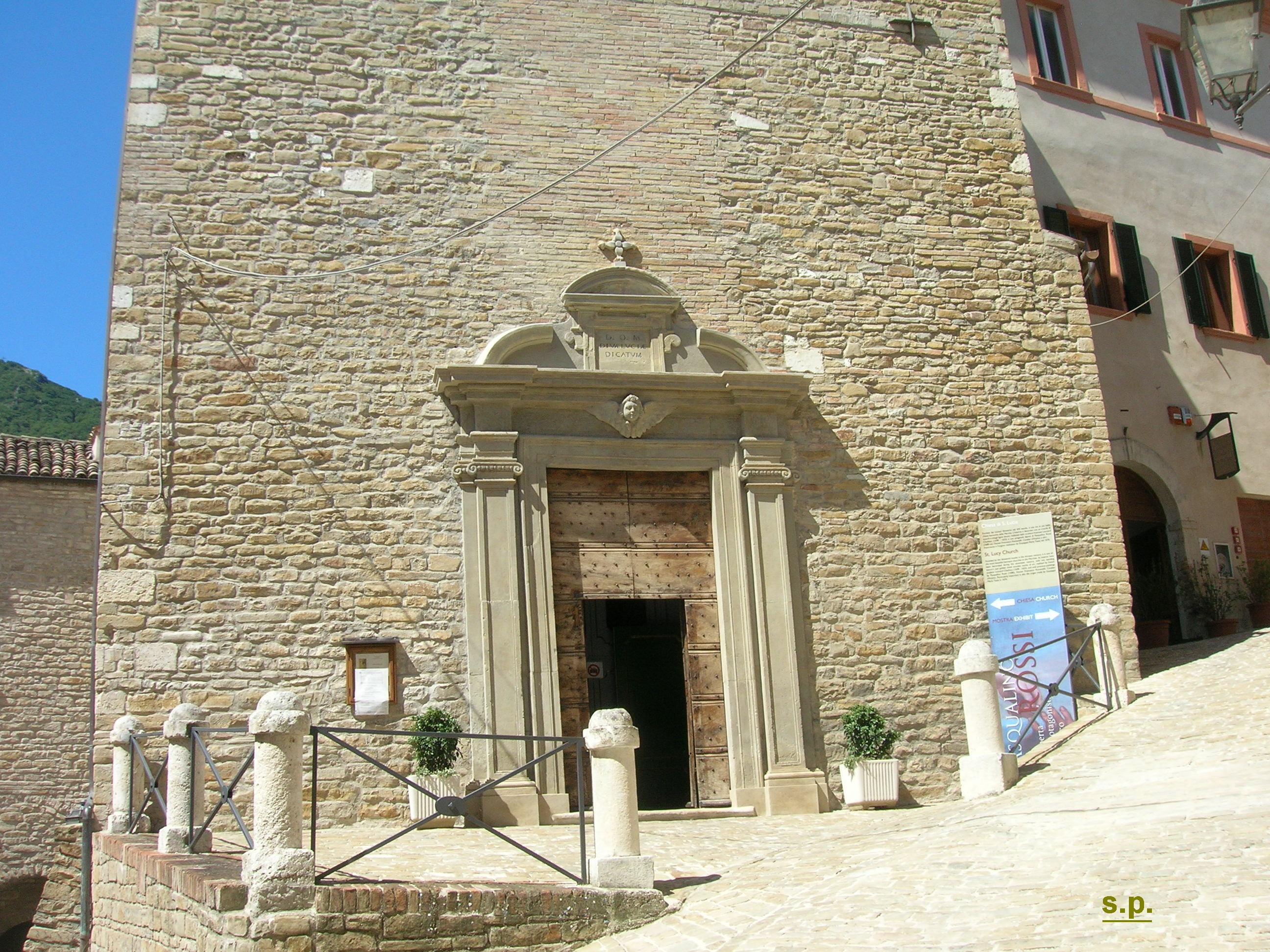
Entrée de l’église Sainte-Lucie.
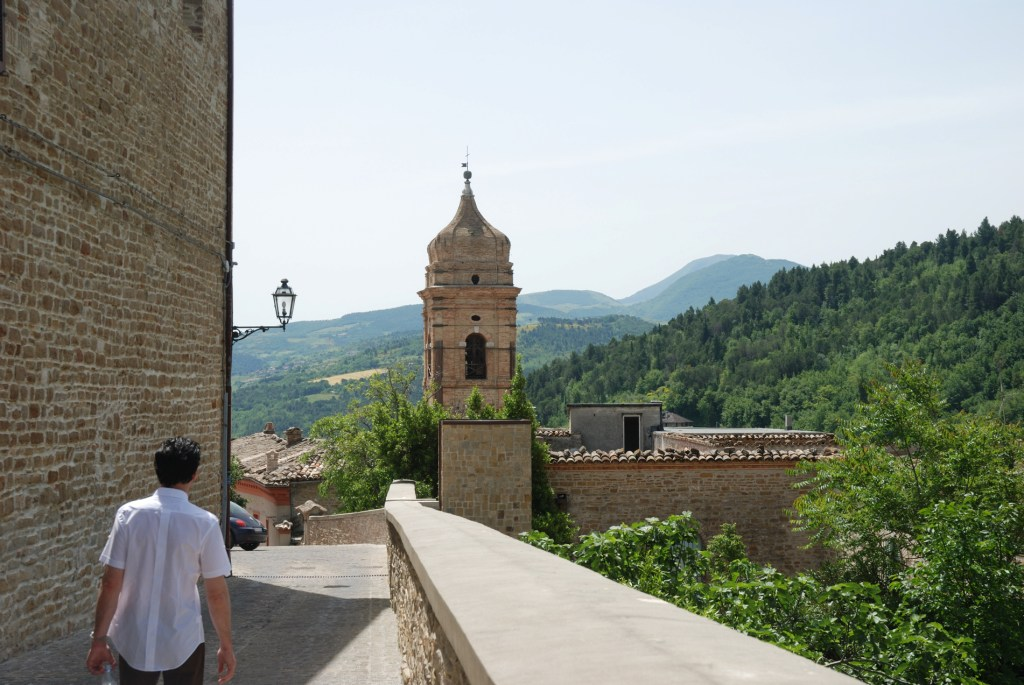
Vue le long des remparts de la commune.
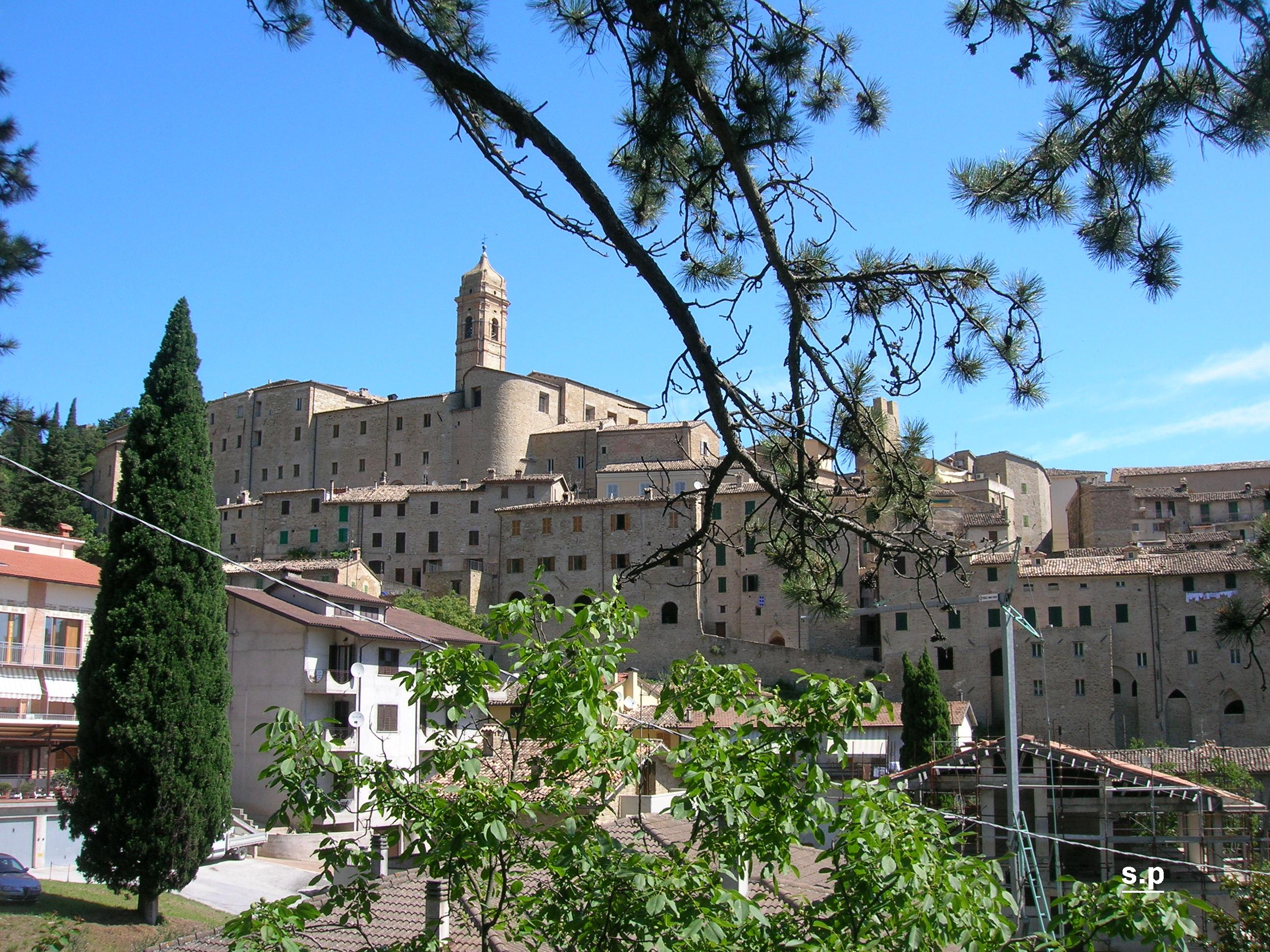
Vue sur Serra San Quirico.

## Administration
| Période                                  | Période   | Identité          | Étiquette    | Qualité |
| ---------------------------------------- | --------- | ----------------- | ------------ | ------- |
| 10 juin 2024                             | en charge | Debora Pellacchia | Lista civica | maire   |
| Les données manquantes sont à compléter. |           |                   |              |         |

### Hameaux
Serra San Quirico Stazione, Sasso, Castellaro, Domo

### Communes limitrophes
Apiro, Arcevia, Cupramontana, Fabriano, Genga, Mergo, Poggio San Vicino, sassoferrato